# Маруша (озеро)
Маруша (мак. Маруша) — природне льодовикове озеро на горі Стогово в західній частині Македонії.

## Розташування та гідрографічні особливості
Розташоване в однойменному цирку, на північній стороні гори Стогово, у вихідній частині річки Белешниця, на висоті 1809 метрів. Озеро циркове за походженням, а дно складається з непроникних флішових відкладень. Розташоване у напрямку північний схід-південний захід і в цьому ж напрямку його максимальна довжина становить 18 метрів. Середня ширина озера становить 9,28 метра, а найбільша досягає 11,8 метра. Середня глибина – 18 см, а найбільша – 48 см. Дзеркало озера займає площу 166,9 м2, об’єм берега озера 48 метрів, і в цьому озері накопичено (акумулюється) близько 30 м3 води.
Озеро Маруша живиться водою поверхневих водотоків, навколишніх джерел і танення снігу, а також підземними водами. Саме озеро не пов'язане ні з притоком, ні з відтоком, хоча воно розташоване праворуч від одного з трьох джерельних рукавів річки Белешниці. Під час високого рівня води вода з озера стікає на південний захід в долину річки Белешниці. Навесні, під час високого рівня води через інтенсивне сніготанення, рівень озера піднімається на 75 см. Рівень води на рівні озера досить мінливий і коливається протягом року, а за відсутності більшого припливу води велика частина води в озері Маруша втрачає від випаровування. Навколишнє місцеве населення через його невеликі розміри вважає озеро «ставом» (хоча воно має всі ознаки озера) і стверджує, що в самий посушливий період літа воно втрачає багато води, та є майже на межі пересихання, але все одно повністю не втрачає воду і є постійним протягом року.
Вода озера прозора до самого дна, а після більшої хвилі в прибережній частині швидко мутніє. Колір води блакитний, а в прибережній частині жовтуватий. Температура води озера Маруша на початку липня, становить 23 °С із значенням рН 7, при температурі повітря 24 °С .

## Дика природа та експлуатація
У акваторії озера Маруша спостерігаються синьо-зелені водорості та болотна рослинність, що розвивається в прибережній зоні. Тваринний світ представлений раками, тритонами, жабами та водяними зміями. Води озера Маруша скотарі використовують у літню частину року для напування отар овець і великої рогатої худоби, а також для купання овець. Проте озеро зовсім не забруднене, на його поверхні не видно решток рослин чи тварин.

## Галерея

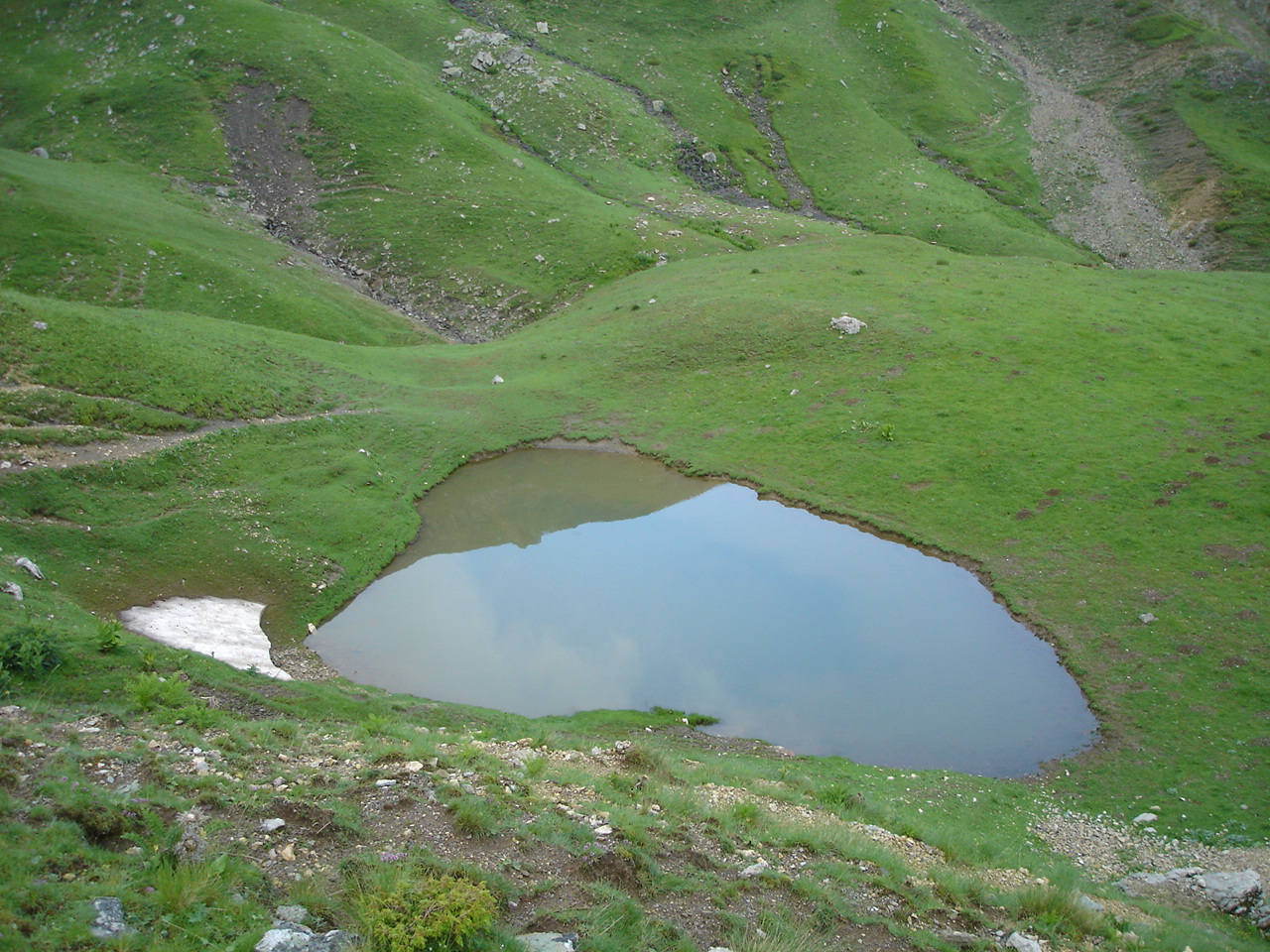
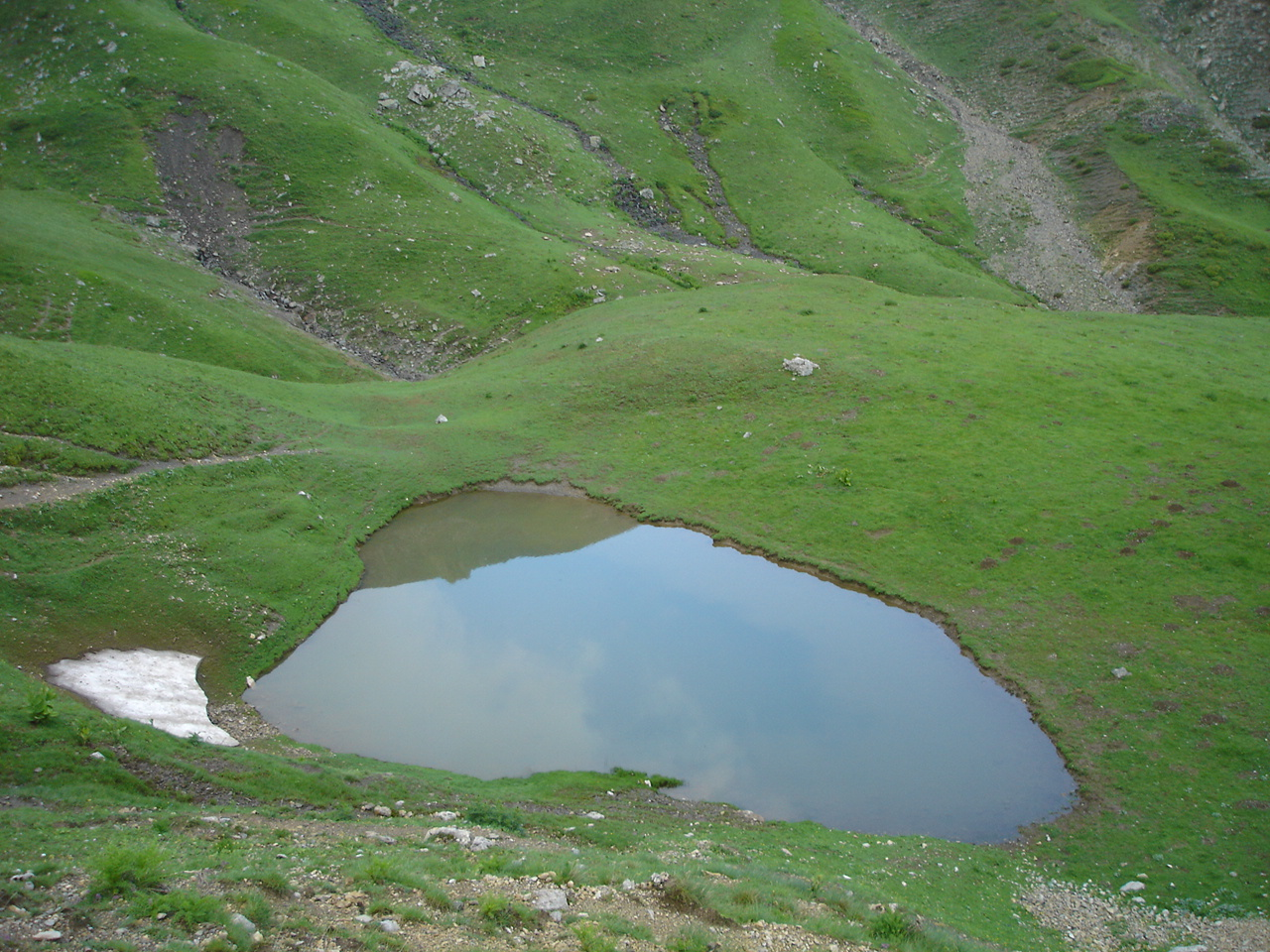
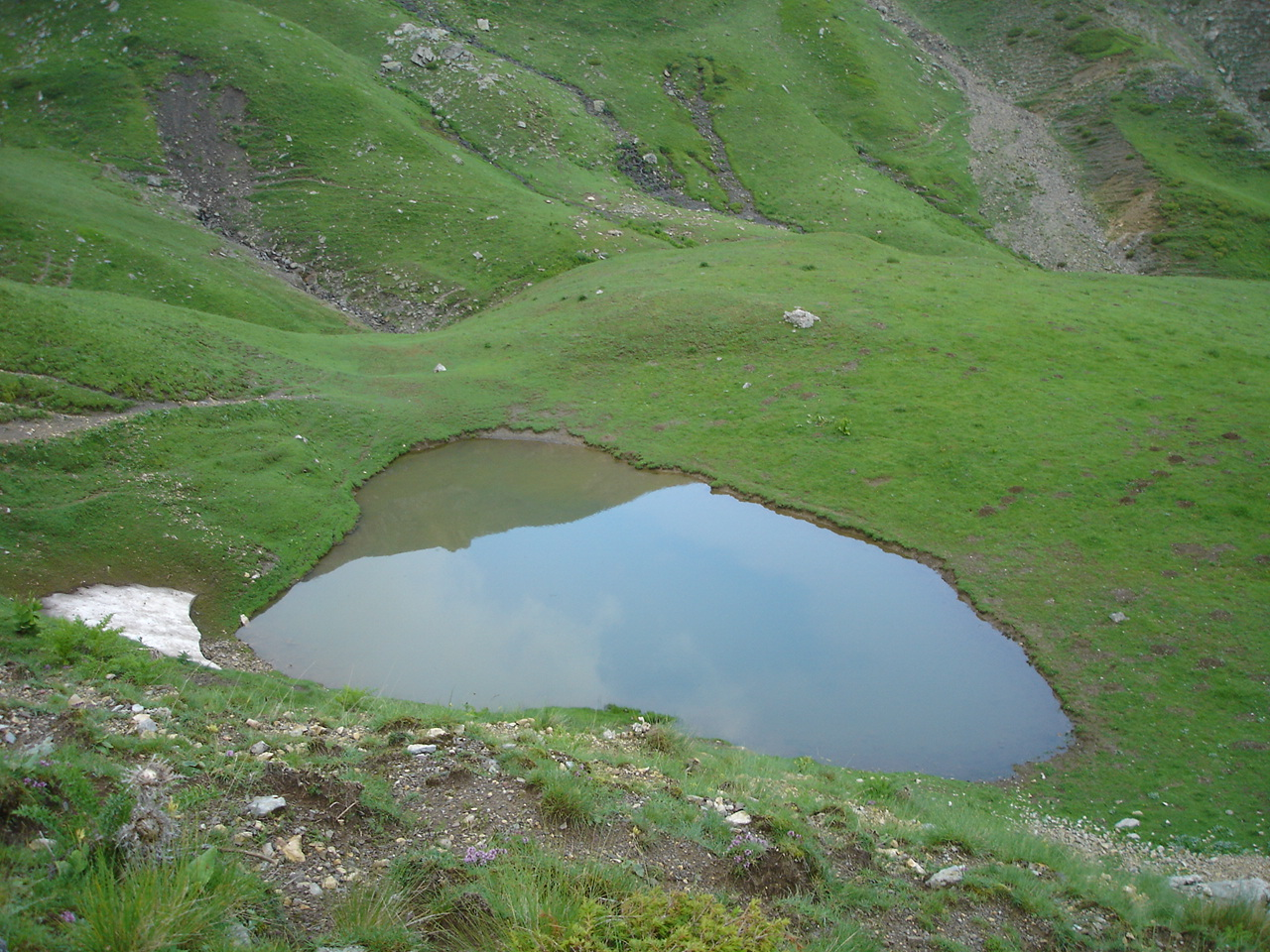
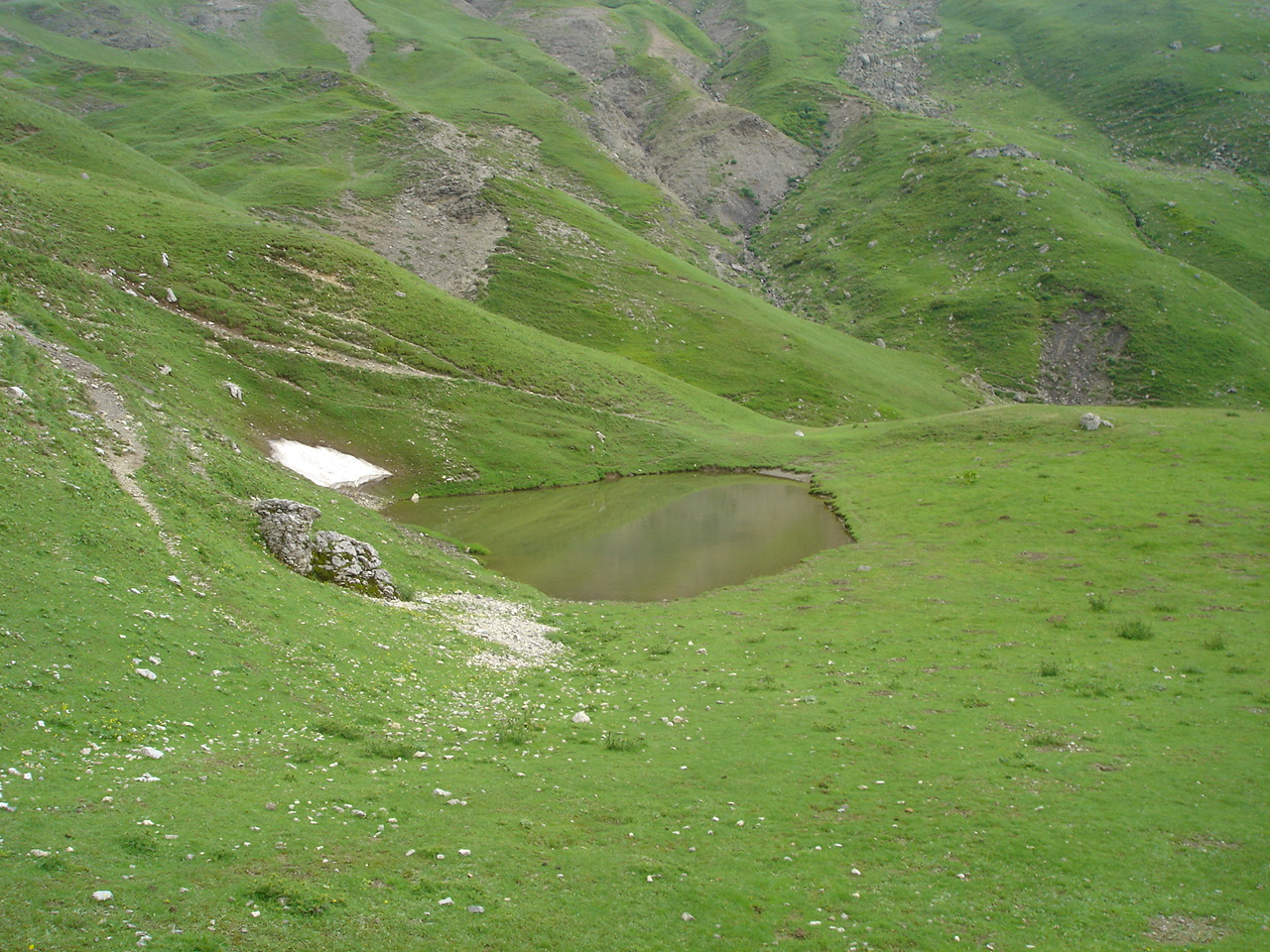
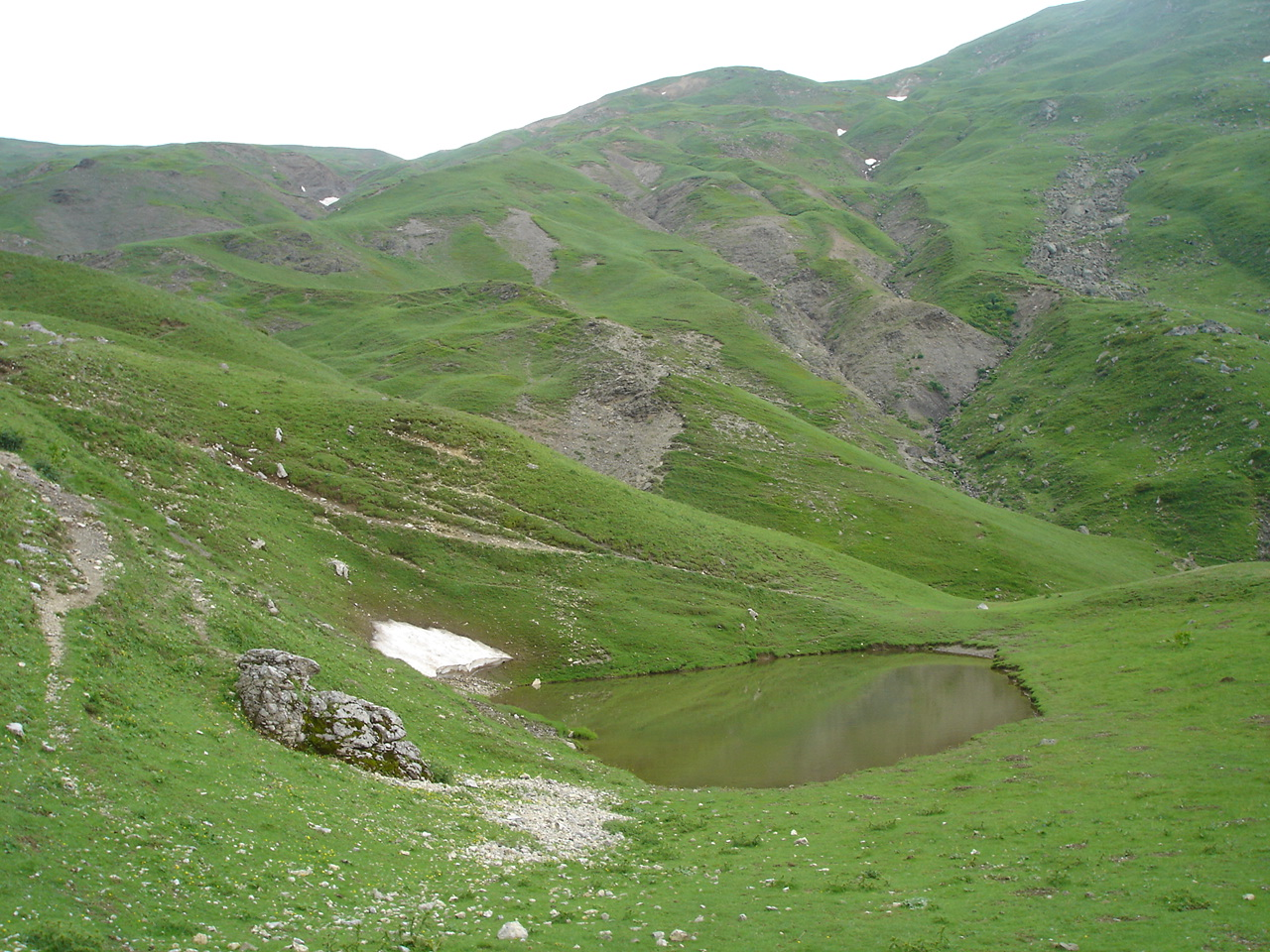
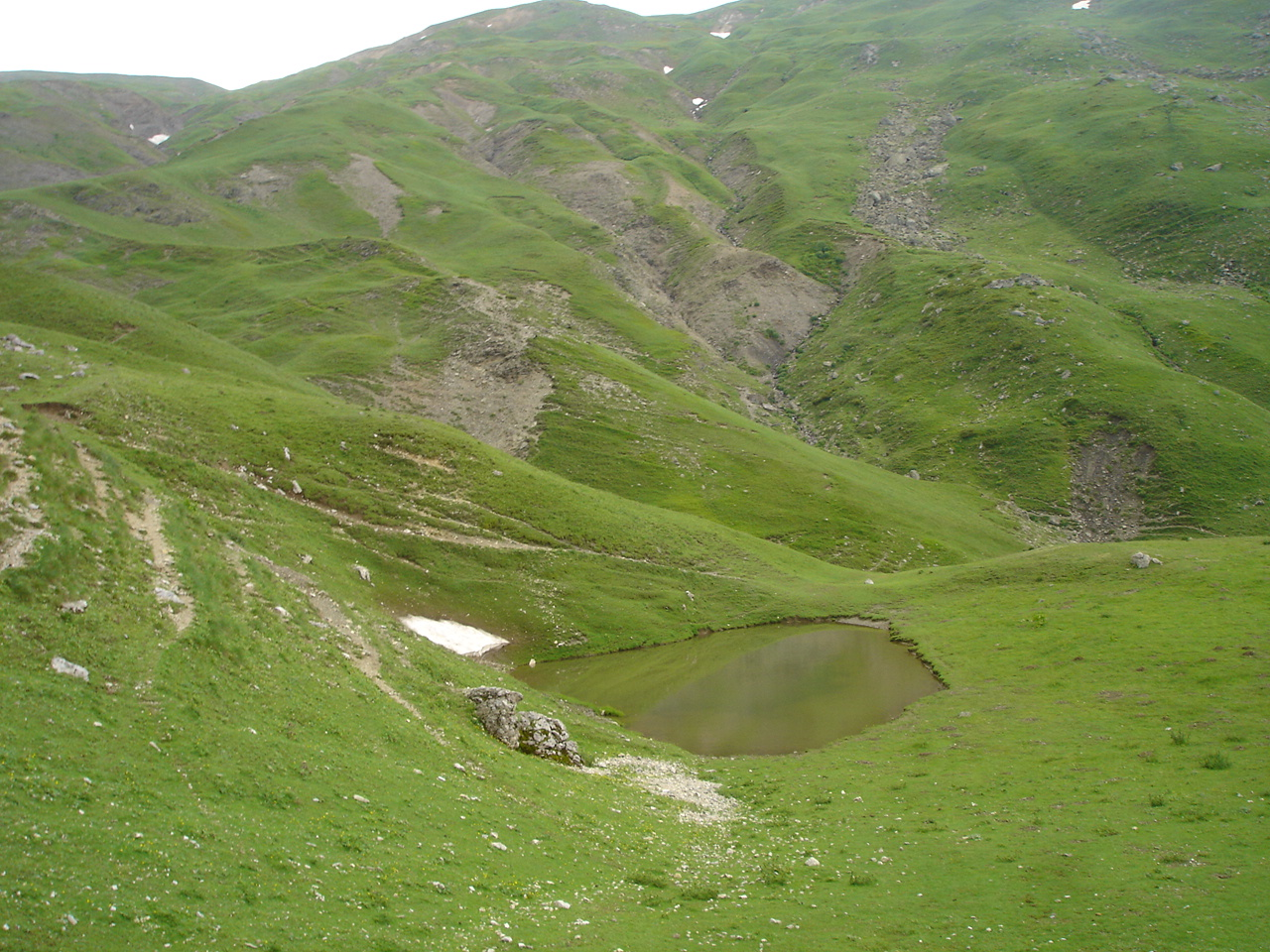
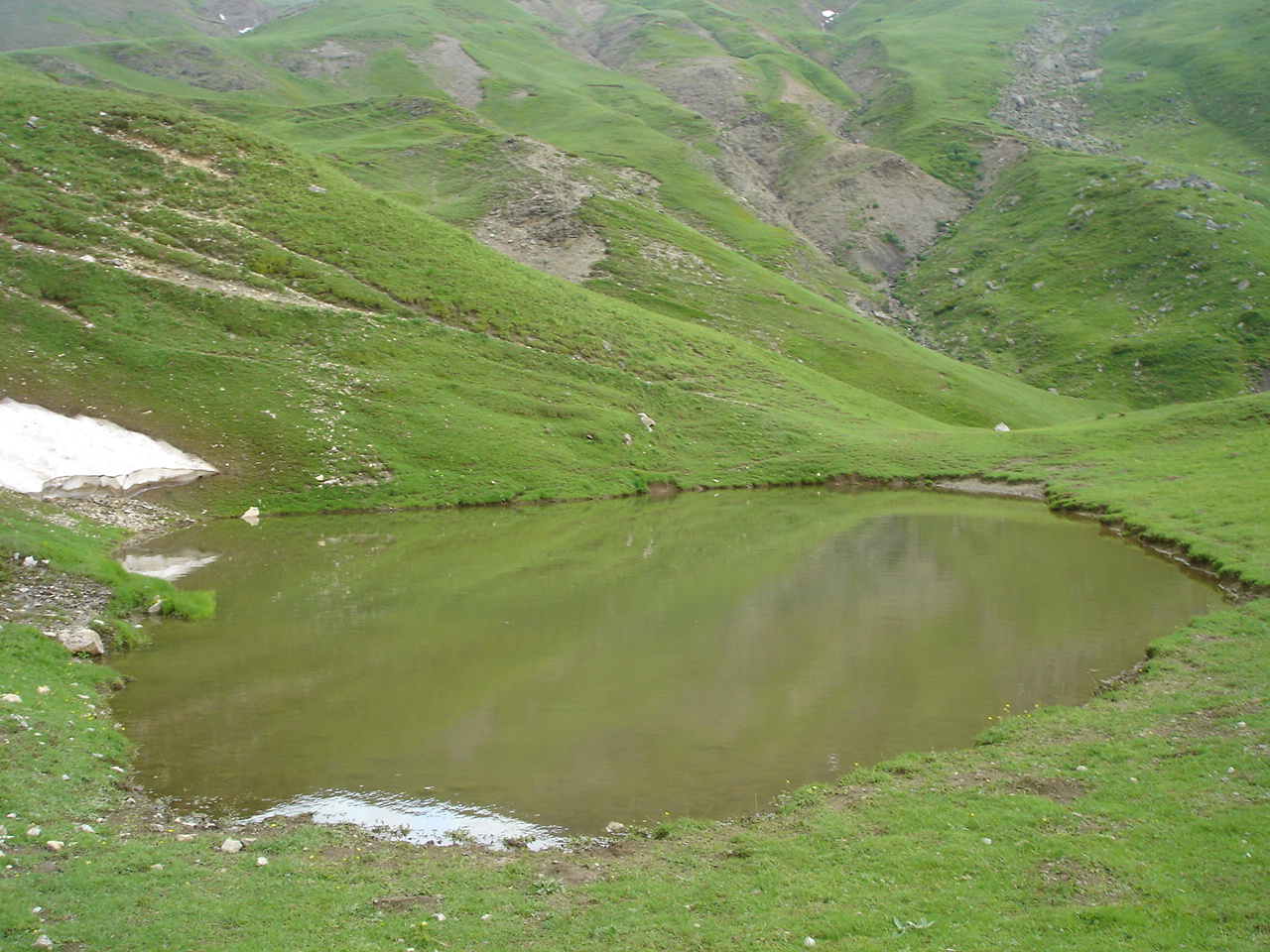
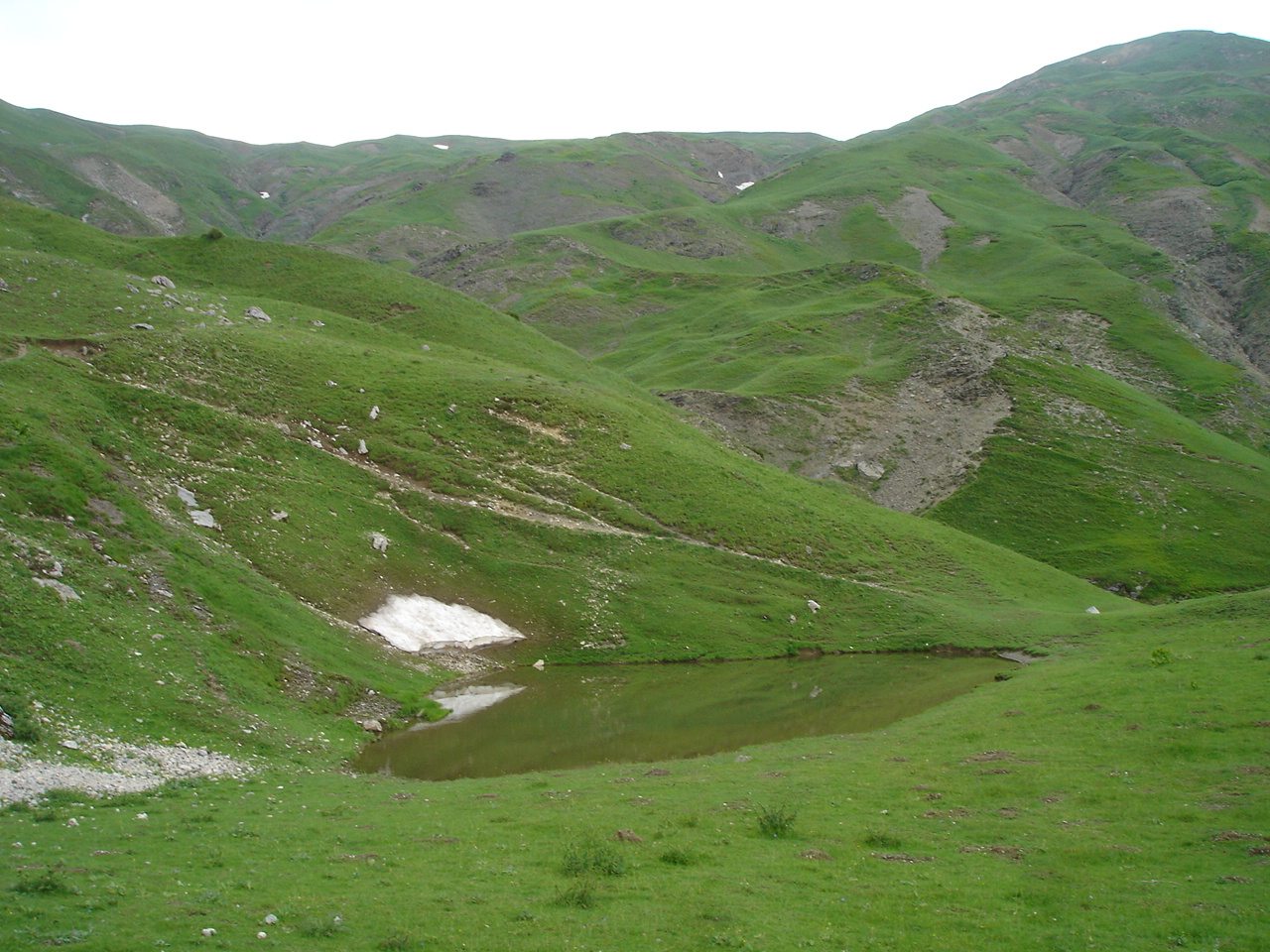
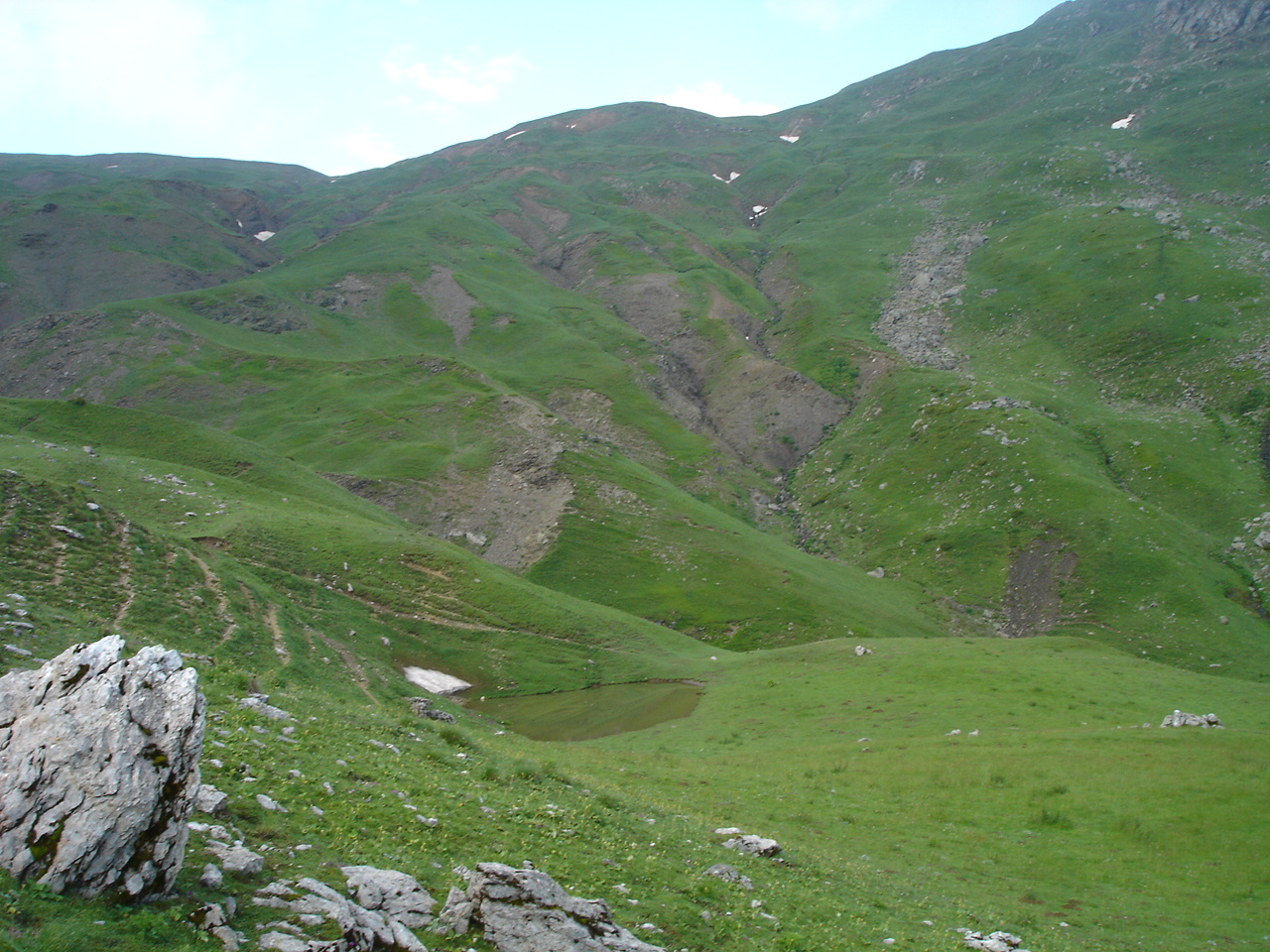
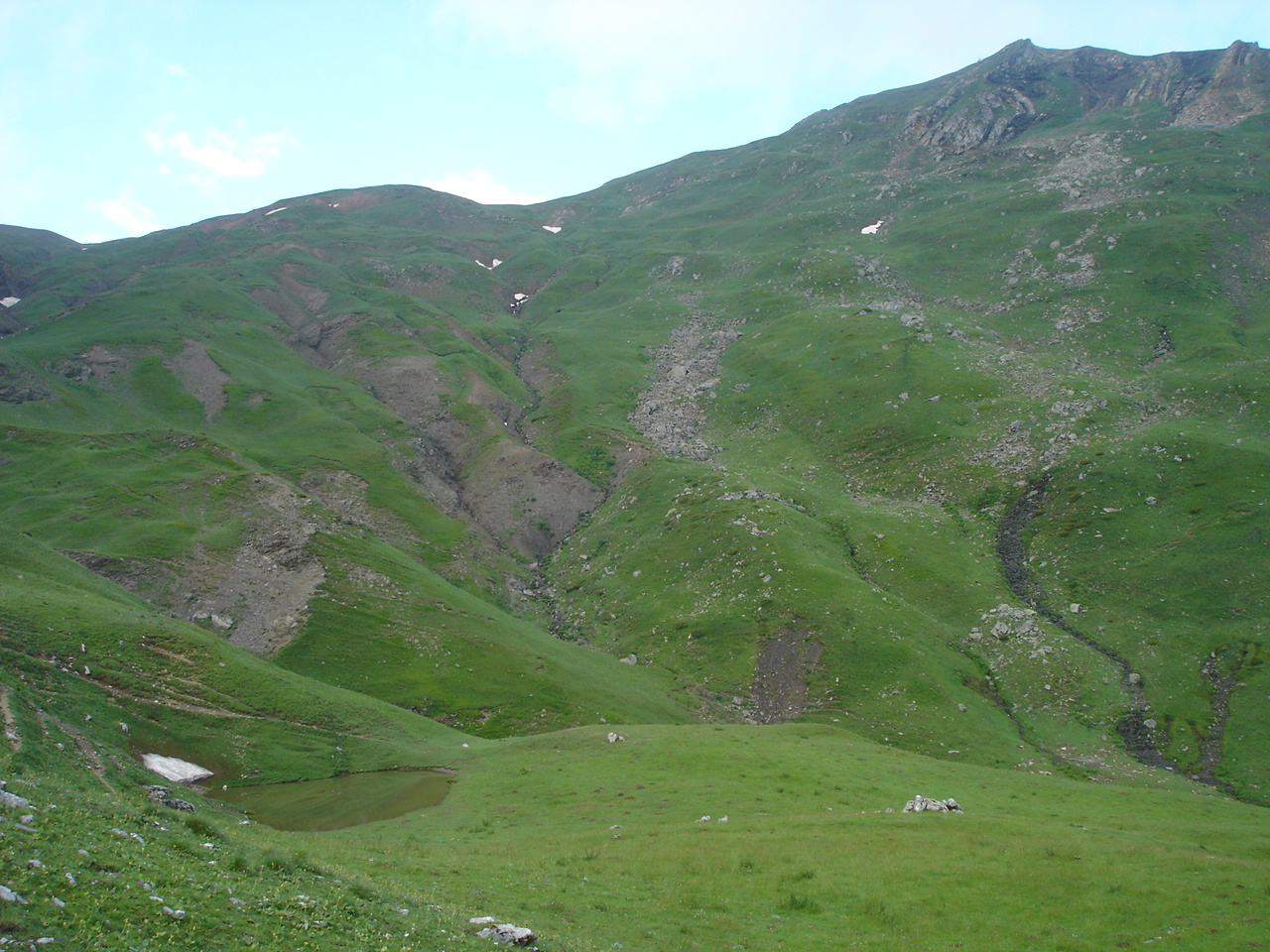
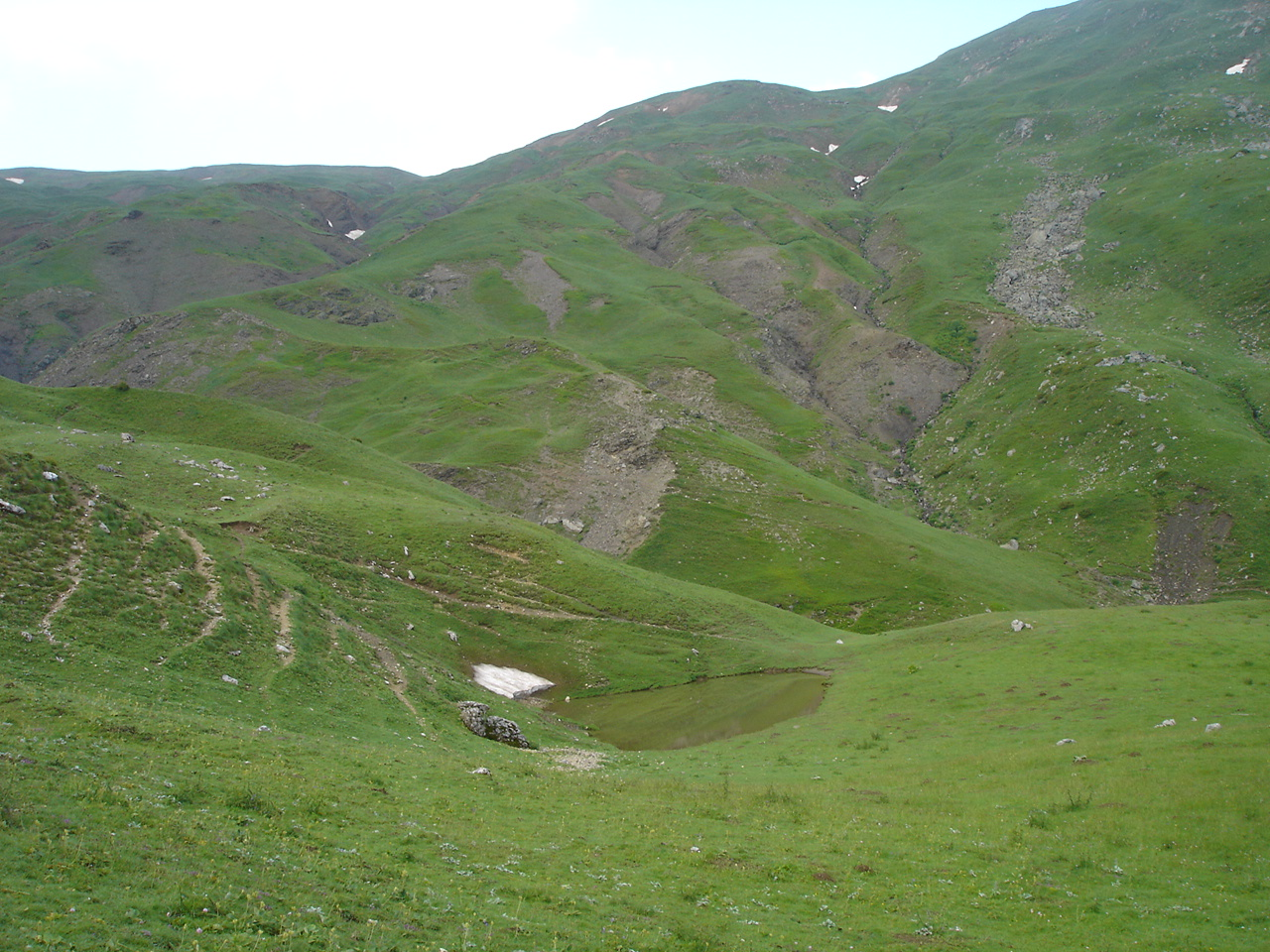
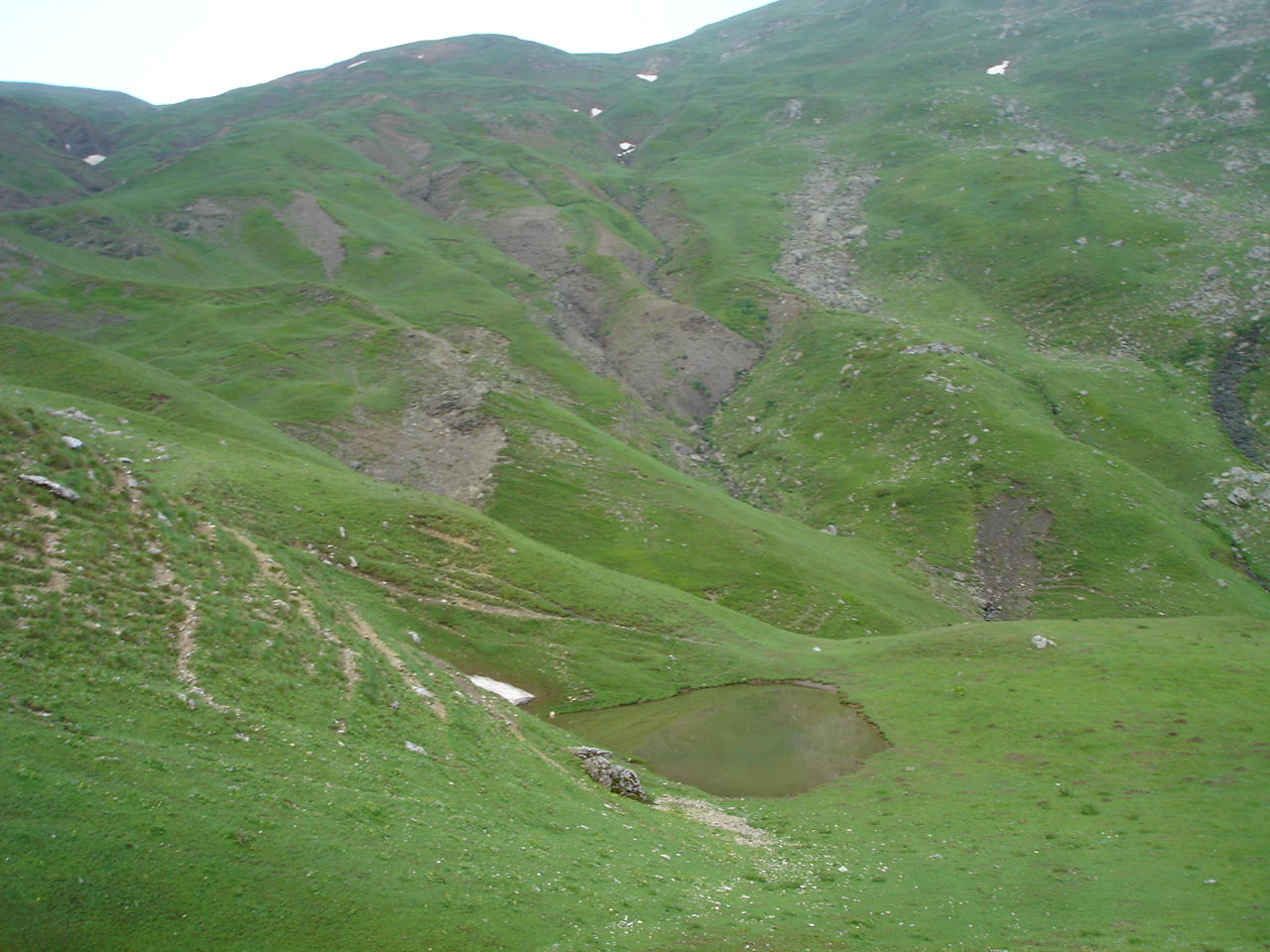